# Shashi Tharoor

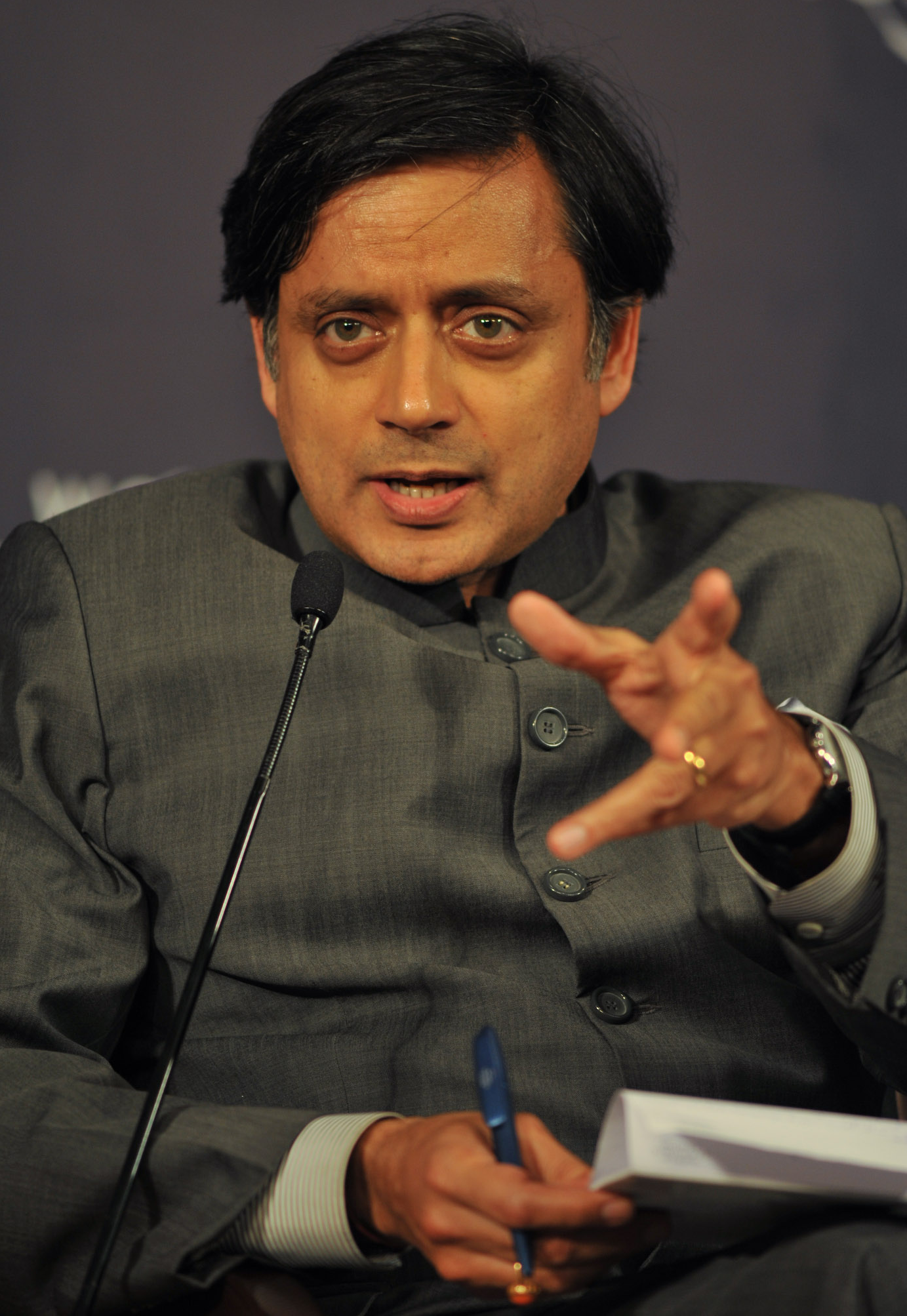
Tharoor op de India Economic Summit, 2009

Shashi Tharoor (9 maart 1956, Londen) is een in het Verenigd Koninkrijk geboren auteur en politicus van Indiase komaf, hij was Verenigde Naties peace-keeper, vluchtelingenwerker, mensenrechtenactivist, voormalig minister van Buitenlandse Zaken voor de Indiase regering en is een gekozen lid van het Indiase parlement van het Thiruvananthapuram kiesdistrict in Kerala, India.

## Biografie
Tharoor werd geboren in Londen en opgeleid in India en de Verenigde Staten, waar hij in 1978 een doctoraatstudie voltooide aan de Fletcher School of Law and Diplomacy, Tufts University. Hij ontving er hij de Robert B. Stewart prijs ontving voor beste student. Op Fletcher richtte hij het Fletcher Forum of International Affairs op. Tharoor werd ook bekroond met een eredoctoraat van University of Puget Sound en een doctoraat honoris causa in de geschiedenis van de Universiteit van Boekarest. Hij spreekt vloeiend Engels en Frans, evenals Malayalam en Hindi.
Op 17 januari 2014 werd zijn vrouw, zakenvrouw Sunanda Pushkar (52 jaar), dood gevonden in een hotelkamer in New Delhi. Het zou om zelfmoord gaan.

## Diplomatieke carrière
Zijn VN-carrière begon in 1978, toen hij werkzaam was bij het Hoog Commissariaat voor de Vluchtelingen van de Verenigde Naties (UNHCR) in Genève, hij had belangrijke verantwoordelijkheden in vredesoperaties na de Koude Oorlog en was senior adviseur van de secretaris-generaal, in zijn functie als onder-secretaris-generaal voor Communicatie en Publieksinformatie. Shashi Tharoor was de officiële kandidaat van India voor de opvolging van VN-secretaris-generaal Kofi Annan in 2006, en werd een goede tweede (na Ban Ki-moon) uit zeven kanshebbers. Tharoor verliet de VN op 31 maart 2007.
In januari 1998 werd Tharoor uitgeroepen tot Global Leader of Tomorrow door het World Economic Forum in Davos, Zwitserland. Hij ontving verschillende prijzen, waaronder een Commonwealth Writers Prijs, en kreeg de hoogste eer van India voor overzeese Indiërs, de Pravasi Bharatiya Samman, in 2004. Onder zijn vele prijzen, heeft Tharoor ook de Pride of India Award van de Zakir Husain Memorial Foundation ontvangen, de Hakim Khan Sur Award voor Nationale Integratie, GQ's Inspiratie van het Jaar Award, NDTV's "New Age Politicus van het Jaar" Award, en IILM's "Distinguished Global Thinker Award". In 2010 werd hij benoemd tot digitale Persoon van het Jaar op de allereerste Indiase Digital Media Awards.
Voorafgaand aan het aanbreken van zijn politieke carrière, was Shashi Tharoor ook lid van de Raad van Toezicht van de Fletcher School of Law and Diplomacy, de Board of Trustees van het Aspen Institute, en de Advisory Boards van de Indo-American Arts Council, de American India Foundation, het World Policy Journal, de Virtue Foundation en de mensenrechtenorganisatie Breakthrough. Dr Tharoor was benoemd als internationaal adviseur van het Internationaal Comité van het Rode Kruis in Genève voor de periode 2008-2011. Hij was ook een Fellow van de New York Institute of the Humanities en de beschermheilige van de Dubai Modern School, en is lid van de Raad van Advies van The Hague Institute for Global Justice.

## Literaire carrière
Tharoor is ook bekroond auteur van dertien boeken, evenals honderden artikelen, opiniestukken en boekbesprekingen in een breed scala van publicaties, waaronder The New York Times, The Washington Post, de Los Angeles Times, de International Herald Tribune, Time, Newsweek en de Times of India. Hij was twee jaar redacteur en soms columnist voor Newsweek International. In 2010 begon hij een tweewekelijkse column in The Asian Age / Deccan Chronicle en in 2012 in Mail Today, hij schrijft ook een maandelijkse column voor Project Syndicate. Hij is auteur en publiceert regelmatig columns, o.a. in The Indian Express (1991-93 en 1996-2001), The Hindu (2001-2008) en The India Times (2007-2009).
- Bibsys: 90398215
- Biblioteca Nacional de España: XX1586264
- Bibliothèque nationale de France: cb120268893 (data)
- Catàleg d'autoritats de noms i títols de Catalunya: 981058509876306706
- CiNii: DA1040897X
- Gemeinsame Normdatei: 104108304
- International Standard Name Identifier: 0000 0001 0901 9857
- Library of Congress Control Number: n82077483
- Nationale Bibliotheek van Tsjechië: jx20100122007
- Nationale bibliotheek van Australië: 36520241
- Nationale Bibliotheek van Israël: 987007268692805171
- Nationale Bibliotheek van Polen: a0000001747338
- Nederlandse Thesaurus van Auteursnamen: 074416359
- Istituto Centrale per il Catalogo Unico: LO1V130799
- Système universitaire de documentation: 028432371
- Trove: 1269622
- Virtual International Authority File: 54161830
- WorldCat: E39PBJjxxtdVjJdFHcBWvk7vHC